# ハバフォード大学
ハバフォード大学（英語: Haverford College）は、ペンシルベニア州ハバフォード（フィラデルフィア郊外）に本部を置くアメリカ合衆国の私立大学。1833年創立、1833年大学設置。アイビー・リーグレベルの教育を少人数で提供している、名門リベラル・アーツ・カレッジ群のリトル・アイビーの一校。
USニューズ&ワールド・レポート誌の大学ランキングでは、全米のリベラル・アーツ・カレッジの中で常に上位20位以内に入る評価を受けている。2012年度フォーブス誌 "Top Colleges" ランキングでは全米27位（2011年度:7位、2010年度:14位、2009年度:15位）であった。また、2012年には生徒一人あたり輩出した起業家の数はリベラル・アーツ・カレッジの中では1位、全米10位と同誌に発表された。
毎年受験倍率は4、5倍に達する難関大学である。2012年度合格者の中位50%のSATスコアはCritical Reading: 650-750, Math: 650-750, Writing: 660-760。また、合格者のうち94%が高校卒業時学年成績順位上位10%に入っていた。
ハバフォード大学は国際基督教大学および上智大学と交換留学協定を結んでいる。
同大学図書館マジル図書館クェーカー文庫には、エリザベス・ヴァイニングの『Extracts from five-year diary of Elizabeth Vining Transcripts』原資料を有している。

## 教育
取得できる学位はBachelor of ArtsとBachelor of Science。少人数教育が実施されており生徒と教員の比率は8:1に保たれ、提供されている授業もほとんどが生徒数20人以下であり、とてもアットホームな雰囲気が持ち味である。プリンストン・レビュー誌の「総合的学生生活ランキング」では全米6位の評価を受けている。

### 専攻
生徒は２年生の終わりまでに専攻を決めなくてはいけない。提供されている専攻は以下の通り
- Anthropology
- Archaeology - Classical & Near Eastern
- Astronomy
- Biology
- Chemistry
- Classics
- Computer Science
- East Asian Studies
- Economics
- English
- Fine Arts
- French
- Geology
- German
- History
- History of Art
- Italian
- Linguistics
- Mathematics & Statistics
- Music
- Philosophy
- Physics
- Political Science
- Psychology
- Religion
- Russian
- Sociology
- Spanish

### コンソーシアム
ハバフォード大学はトライ・カレッジ・コンソーシアム（Tri-College Consortium）の一員であり、在学生は近隣のスワースモア大学（英語：Swarthmore College）とブリンマー大学（英語：Bryn Mawr College）での授業も受けることができ、ブリンマーとは特に親密な関係を築いている。その他にはクエーカー・コンソーシアム（Quaker Consortium）にも所属しており、ペンシルベニア大学の教養学部と経済学部（ウォートン・スクール）での授業も受けることも可能である。

## 学生
学生数は1200人程度、そのうち約10%は国外からの学生である。男女比は9:11。

## キャンパス
ハバフォード大学はフィラベルフィアから5km西に離れたハバフォード市にある。電車（Paoli/Thorndale LineとNorristown High Speed Line）が通っており、フィラデルフィア市内までつながっている。

### アーボレータム
キャンパスは国立アーボレータム（樹木園）でもあり、大学のとしては国内で一番古い。大学が創立された翌年、イギリス人の造園家であるウィリアム・カーヴィルがキャンパスのデザインの設計をするために雇われた。彼は野原や牧草地を木で囲まれた空き地で取り替えた。また、彼はハンフリー・レプトンの作るイギリスの庭園を反映するように東屋や曲がりくねった小道などを作り、未だに彼が植えた木も数々残っている。
現在このアーボレータムは216エーカー(0.87km2)あり、中にはダック・ポンドや自然歩道、花園などがある。

### ハウシング
98%の生徒がキャンパス内に住んでおり、住宅のオプションとしてアパートや従来の寮、テーマ付きの寮などがある。また、61%の職員もキャンパス内に住んでおり、リベラル・アーツ・カレッジとしては異例に高い。
シングル、スイート、ダブル、トリプルなど様々なルームタイプがあり、ハウシングは自由度が高い。2000年にはハバフォードのinQUEERyの呼びかけにより男女のルームメイトは初めて正式に許可され、今は上級生のスイートで男女共有なものも多い。

## オナーコード
1896年に、学務を統制するため生徒と教員の投票によりオナーコードが採用されることになった。このオナーコードは学校に重要視され、志望者は出願する際これについて小論文を、入学する際にこれに同意する誓約書を書かなくてはいけない。また、ブリガムヤング大学などで採用されているオナーコードのように職員によって生徒に課されるものではなく、ハバフォードのオナーコードは全て生徒によって運営され、毎年職員と生徒によって改正される。

## 大学関係者
主要記事：w:List of Haverford College people

### イデス・シャープレス
Edith Forsythe Sharpless 1883-1956、1887年から当学の学長を務めたIssac Sharpless の娘。1910年に来日、東京および水戸において幼児教育に携わり、水戸市内には、1912年、本人が創設した幼稚園が現存する。